# يوسف فواز
يوسف فواز الشمري لاعب كرة قدم سعودي ، يلعب كمهاجم في نادي الباطن.

## روابط خارجية
- يوسف فواز على موقع قاعدة بيانات كرة القدم.إي يو (الإنجليزية)
- يوسف فواز على موقع Soccerway.com (الإنجليزية)